# میتسکی
میتسوکی میاواکی (به انگلیسی: Mitsuki Miyawaki؛ زاده‌شده به نام میتسوکی لایکاک در ۲۷ سپتامبر ۱۹۹۰) خواننده و ترانه‌سرای آمریکایی است. او دو آلبوم اول خود را با نام‌های شاداب (۲۰۱۲) و بازنشسته از غمگین، شغل جدید در تجارت (۲۰۱۳) را در هنرستان موسیقی کالج خرید می‌خواند منتشر کرد.

## اوایل زندگی
میتسکی در سپتامبر ۱۹۹۰ در استان میه ژاپن از پدری آمریکایی و مادری ژاپنی به دنیا آمد. زبان اول او ژاپنی بود. او به دلیل شغل پدرش در وزارت امور خارجه ایالات متحده، در حالی که بزرگ می‌شد، اغلب نقل مکان می‌کرد و قبل از اقامت در ایالات متحده در ترکیه، چین، مالزی، جمهوری چک و جمهوری دموکراتیک کنگو زندگی می‌کرد. او در دبیرستان در یک گروه کر آواز خواند و ۱۸ ساله بود که در آنکارا، ترکیه اولین آهنگ خود را با پیانو نوشت.